# Manny Machado
Manuel Arturo Machado (né le 6 juillet 1992 à Miami, Floride, États-Unis) est un joueur de troisième but des Ligues majeures de baseball évoluant avec les Padres de San Diego.
Il compte une sélection au match des étoiles et ses aptitudes défensives sont récompensées d'un Gant doré et d'un prix Fielding Bible en 2013.

## Carrière

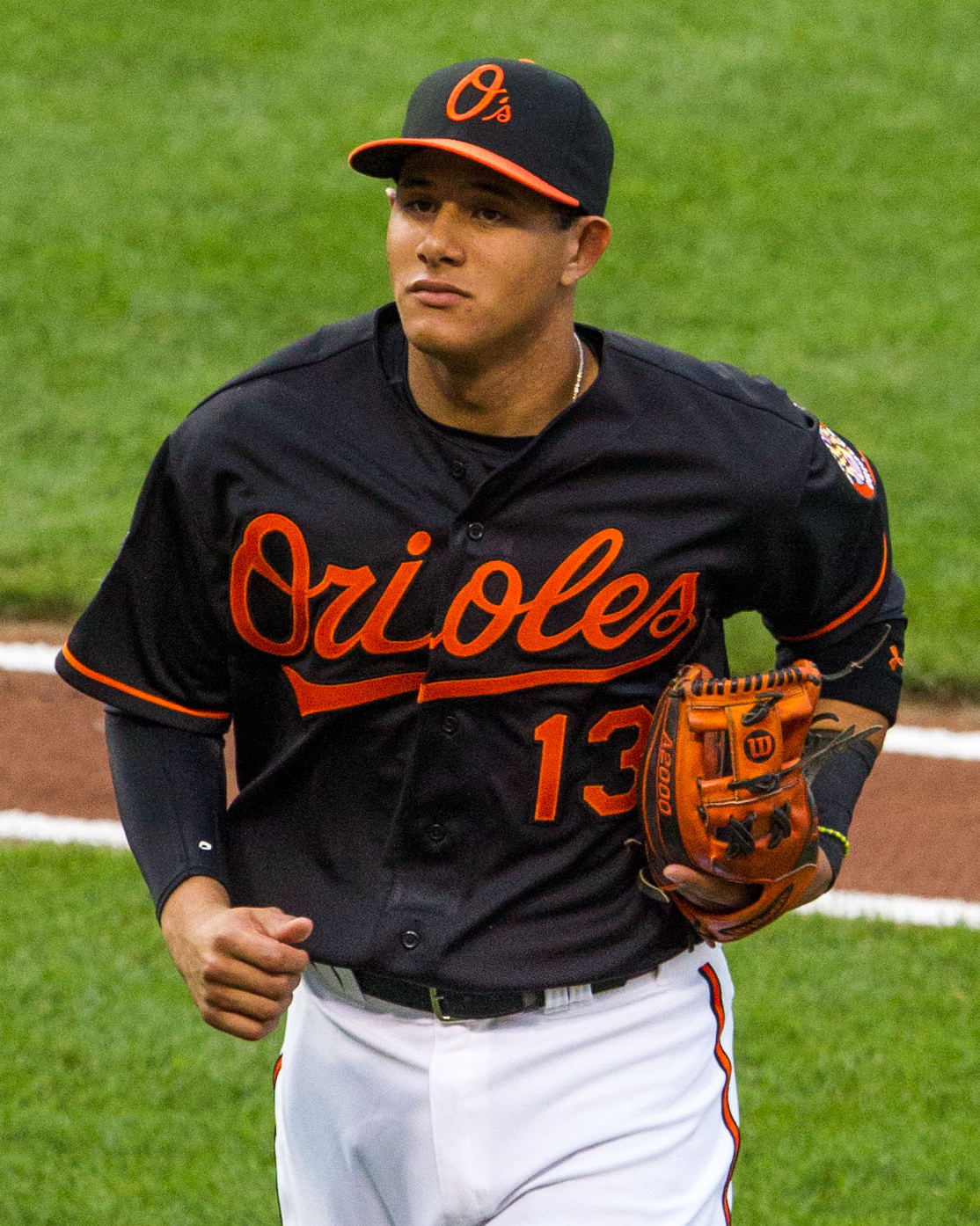
Manny Machado en 2012.

Manny Machado est un choix de première ronde des Orioles de Baltimore et le troisième joueur sélectionné au total à la draft de 2010 après Bryce Harper (Washington) et Jameson Taillon (Pittsburgh). Jeune joueur prometteur, Machado apparaît au 14e échelon du palmarès des 100 meilleurs joueurs d'avenir dressé en février 2011 par Baseball America. Un an plus tard, la même publication le classe au 11e rang.

### Saison 2012
Machado est joueur d'arrêt-court dans les ligues mineures mais c'est comme joueur de troisième but que les Orioles l'utilisent à ses débuts. Il joue son premier match dans le baseball majeur pour Baltimore le 9 août 2012. Son premier coup sûr, réussi à sa première partie, est un triple à son second passage au bâton face au lanceur Will Smith des Royals de Kansas City. À son second match le 10 août, toujours contre Kansas City, Machado frappe deux coups de circuit contre Luke Hochevar et récolte 4 points produits. Machado, qui vient d'avoir 20 ans, est le premier joueur de l'ère moderne du baseball à obtenir un triple et deux circuits à ses deux premières parties dans les majeures et le premier joueur de 20 ans à frapper 3 circuits à ses 4 premiers matchs. Il est à 20 ans et 35 jours le plus jeune joueur de l'histoire des Orioles à connaître un match de plusieurs circuits et le plus jeune de l'histoire des majeures à livrer une telle performance avec seulement deux matchs d'expérience, battant le record de Manny Ramírez (21 ans, 96 jours à son second match en 1993).

### Saison 2013
À 21 ans, Machado reçoit en 2013 une première invitation au match des étoiles et termine 9e au vote de fin d'année désignant le meilleur joueur de la ligue. Il mène les Orioles pour les coups sûrs avec 189 et maintient une moyenne au bâton de ,283 en 667 présences officielles au bâton, le nombre le plus élevé des majeures cette saison-là. Il est premier de la Ligue américaine pour les doubles avec 51 et 2e dans les majeures derrière les 55 de Matt Carpenter dans la Ligue nationale. Machado frappe 14 circuits, produit 71 points et en marque 88, en plus de réussir 3 triples et 6 buts volés.

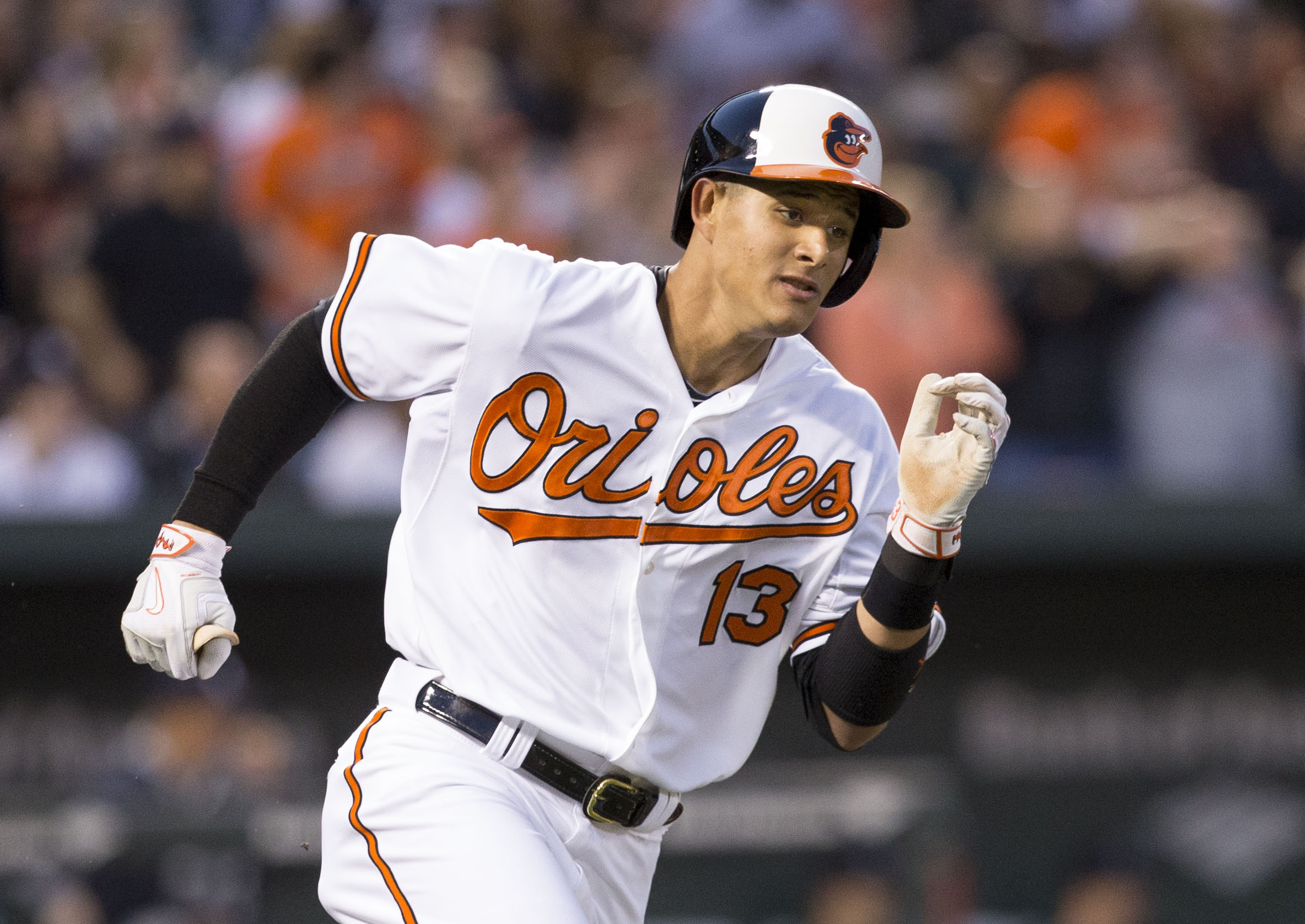
Manny Machado en 2015.

En défensive, Machado s'illustre avec l'une des meilleures saisons enregistrées dans l'histoire par un joueur de troisième but, malgré le fait qu'il ne s'agit même pas de sa position naturelle sur le terrain. Il mène les joueurs de troisième coussin de la Ligue américaine pour la moyenne défensive (,973), les assistances (355) et les doubles jeux réussis (42), en plus de finir second pour les retraits (116). Il empêche 35 points (Defensive Runs Saved) en défensive, un sommet parmi les joueurs de troisième but et un record à sa position depuis 2003, année où la statistique a été compilée pour la première fois. Machado remporte un Gant doré et un prix Fielding Bible pour son jeu défensif. Sa première saison complète dans les majeures se termine prématurément en septembre, avec encore quelques matchs à jouer et les Orioles dans la course aux séries éliminatoires, lorsqu'il se blesse au genou droit après heurté le premier but sur un simple lors d'un match contre les Rays.

### Saison 2014
Récupérant toujours de sa blessure de l'année précédente, Machado ne rejoint les Orioles que le 1er mai en 2014. Après un lent départ (il ne frappe que pour ,220 en mai), il élève son jeu et, en 82 matchs joués au total, il maintient une moyenne au bâton de ,278 avec 12 circuits et 32 points produits. Malheureusement, sa saison 2014 prend fin prématurément lorsqu'il se blesse au genou droit en frappant une balle le 11 août dans un match contre les Yankees. Il est ensuite opéré au ligament fémoro patellaire médial.

### Saison 2015
Le total de buts de Machado s'élève à 73 durant le mois de juin 2015, le nombre le plus élevé de la Ligue américaine durant cette période, à égalité avec Albert Pujols des Angels.

### Saison 2017
Avec une moyenne au bâton de ,341 et 12 circuits en 29 matchs, Machado est élu joueur du mois d'août 2017 dans la Ligue américaine